# 宮下遊
宮下 遊（みやした ゆう、1991年12月18日 - ）は、日本の男性歌手、イラストレーター。音楽ユニット・Doctrine Doctrineのボーカルを担当している。

## 人物
2008年からニコニコ動画やPixivを中心に活動を始める。
2016年8月にメジャー1stアルバム「紡ぎの樹」をリリースした。
活動10年となる2018年にはボカロP・しーくんとのユニット「Doctrine Doctrine」も結成。

## ディスコグラフィ
最高位は、オリコンウィークリーチャートに基づく。

### シングル

#### CDシングル
| #   | 発売日         | タイトル | レーベル         | 規格   | 規格品番               | 最高位 | 収録アルバム |
| --- | -------------- | -------- | ---------------- | ------ | ---------------------- | ------ | ------------ |
| 1st | 2021年11月17日 | 降伏論   | ポニーキャニオン | CD+DVD | PCCA-6089 (初回限定盤) | 29位   | 見つけた扉は |
| 1st | 2021年11月17日 | 降伏論   | ポニーキャニオン | CD     | PCCA-6090 (通常盤)     | 29位   | 見つけた扉は |

#### 配信限定シングル
| 発売日         | タイトル                         | レーベル         | 作詞・作曲   |
| -------------- | -------------------------------- | ---------------- | ------------ |
| 2020年3月25日  | ヲズワルド / 宮下遊×煮ル果実     | ポニーキャニオン |              |
| 2020年7月1日   | ヴィラン                         |                  | てにをは     |
| 2020年8月5日   | Ithna                            |                  |              |
| 2020年10月14日 | 悪夢のララバイ                   | ポニーキャニオン | syudou       |
| 2020年11月25日 | 君を論じたい                     | ポニーキャニオン | てにをは     |
| 2020年12月16日 | Coquetterie dancer               | ポニーキャニオン | 煮ル果実     |
| 2021年6月9日   | p.h.                             | ポニーキャニオン | SEVENTHLINKS |
| 2021年6月23日  | Penguin's Detour                 | ポニーキャニオン | 林田匠       |
| 2021年12月22日 | 『んっあっあっ。』               | ポニーキャニオン | SLAVE.V-V-R  |
| 2022年1月19日  | ノンブレス・オブリージュ (COVER) | ポニーキャニオン | ピノキオピー |
| 2022年2月2日   | パラサイトピアノ                 | ポニーキャニオン | SLAVE.V-V-R  |
| 2022年5月18日  | ギャラリア (Cover)               | ポニーキャニオン | 柊キライ     |
| 2022年6月1日   | キルマー (Cover)                 | ポニーキャニオン | 煮ル果実     |
| 2022年7月8日   | Decorative                       | ポニーキャニオン | cosMo＠暴走P |
| 2022年12月14日 | マリア (Cover)                   | ポニーキャニオン | Somari       |
| 2023年2月1日   | グレイン                         | ポニーキャニオン | 柊キライ     |
| 2023年9月27日  | 御涙頂戴                         | ポニーキャニオン | てにをは     |
| 2023年11月1日  | 狂おうぜ                         | ポニーキャニオン | seeeeecun    |

## 参加サークル

### 潜航メトロ
『潜航メトロ』とは、宮下遊、すだちによる同人サークル。
ミニアルバム

## 参加ユニット

### Doctrine Doctrine
『Doctrine Doctrine』とは、ボカロPのseeeeecunと歌い手の宮下遊によるユニット。2018年4月にユニット結成を発表し、seeeeecunのVocaloid曲「ルサンチマン・クラブ」のカバー動画をニコニコ動画およびYouTubeに投稿する。
シングル
アルバム
ライブ
| 公演年 | 公演名                                         | 公演日  | 会場            | 出典  |
| ------ | ---------------------------------------------- | ------- | --------------- | ----- |
| 2019年 | 『Darlington』発売記念ライブ”Conference”       | 7月21日 | 東京都 WWW X    | [ 2 ] |
| 2019年 | 『Darlington』発売記念ライブ”Conference” Vol.2 | 9月22日 | 京都府 京都FANJ | [ 3 ] |

## ライブ

### 単独公演
| 公演年 | 公演名                           | 公演日  | 会場                  | 出典  |
| ------ | -------------------------------- | ------- | --------------------- | ----- |
| 2019年 | 青に歩く、東へ臨む               | 3月31日 | 東京都 新宿ReNY       | [ 4 ] |
| 2019年 | 青に歩く／水の狭間               | 5月11日 | 東京都 TSUTAYA O-EAST | [ 5 ] |
| 2022年 | 彼方～宮下遊ワンマンライブ2022～ | 7月10日 | 東京都 Zepp DiverCity |       |

## 出演

### 雑誌
- Click Clap!! 2016年 9月号（2016年7月20日、グリニッジクリ）
- 歌ってみたの本 September 2016（2016年8月1日、KADOKAWA）ISBN 978-4047342620
- ミレニアルズ 2019 Spring（2019年2月26日、KADOKAWA）ISBN 978-4047355668

### 特設
1. ↑  Album『紡ぎの樹』特設サイト
2. ↑  Album『青に歩く』特設サイト
3. ↑  Album『錆付くまで』特設サイト